# Acrosaster
Acrosaster is een geslacht van uitgestorven zee-egels uit de familie Glypticidae.

## Soorten
- Acrosaster michaleti Lambert, 1910 †